# Parafia św. Brata Alberta w Łukowie
Parafia św. Brata Alberta w Łukowie – parafia rzymskokatolicka w Łukowie.
Została erygowana w 1992. Obecny kościół parafialny murowany, wybudowany w latach 1994–2002, staraniem ks. Janusza Onufryjuka, poświęcony przez biskupa Zbigniewa Kiernikowskiego. Świątynia mieści się przy ulicy M. Wereszczakówny.
Terytorium parafii obejmuje część Łukowa. Parafia liczy 5980 wiernych.